# Receveur

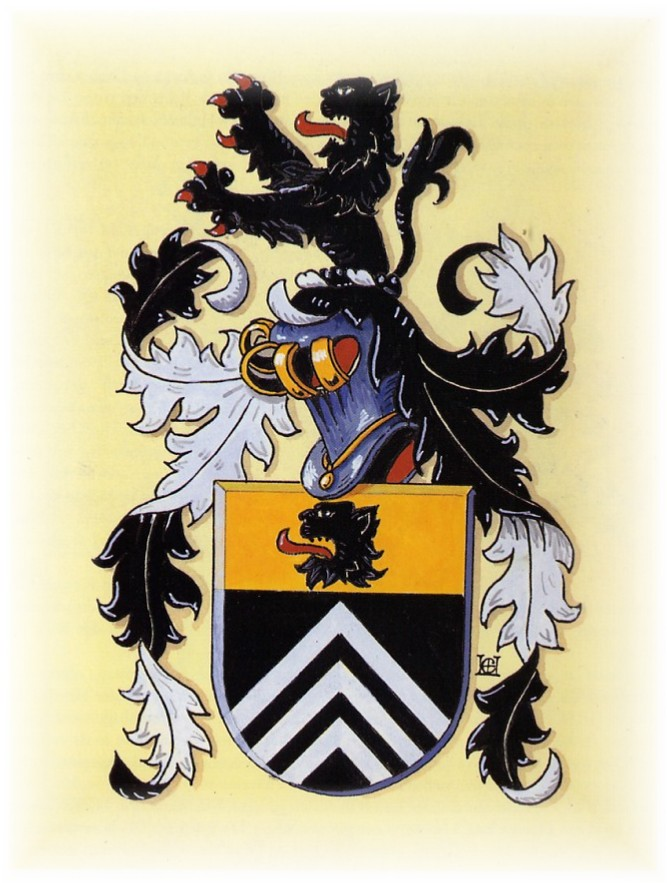
Wapen familie Receveur

De familie Receveur is een van oorsprong Luikse familie, waarvan de genealogie is opgenomen in het Nederland's Patriciaat.

## Geschiedenis
Stamvader is Gabriël le Recepveur, hij was meester-spijkermaker in Grivegnée, in de Belgische provincie Luik. Zijn achterkleinzoon trok naar Nederland en vestigde zich in Venlo. Diens zoon Christophorus Receveur (1737-1807) was er onder meer gildemeester.

## Wapen
In zwart drie zilveren kepers en in een gouden schildhoofd een zwarte leeuwenkop, rood getongd. Helmteken: een uitkomende zwarte leeuw, rood getongd en genageld. Dekkleden: zwart, gevoerd van zilver.
Oudst bekende voerder van dit wapen is Maître Hugues Receveur te Vercel in 1510, blijkens het Armorial Baverel (volgens mededeling van de Société Française d’Héraldique et de Sigillographie). Verwantschap van hem met het hier gepubliceerde geslacht is niet aangetoond. 
Dit wapen wordt sinds het begin van de twintigste eeuw door leden van het geslacht Receveur gevoerd.

## Telgen
- Constantijn Karel Jan Marie Receveur (1905-1964), Tweede Kamerlid
- Tim Charles Pieter Receveur (1991), voetballer